# Neo Retros
Neo Retros – czteroosobowa grupa muzyczna, założona w 2010 roku w Warszawie. Muzyka zespołu jest syntezą tradycyjnych akustycznych elementów z gitarą elektryczną, elektroniką i bardziej niecodziennymi instrumentami np. waltornią i klawesynem. Zespół w swojej twórczości odwołuje się do tradycji stylu psychodelic pop.

## Dyskografia

### Albumy
| Rok  | Tytuł                                                                                | Pozycja na liście |
| Rok  | Tytuł                                                                                | POL               |
| ---- | ------------------------------------------------------------------------------------ | ----------------- |
| 2011 | Listen to Your Leader - Data: 9 maja 2011 - Wydawca: Sony Music Entertainment Poland | 44                |
| 2012 | The Legend of Legends - Data: 16 października 2012 - Wydawca: EMI Music Poland       | -                 |

### Single
| Rok  | Tytuł                           | Pozycje na listach | Pozycje na listach | Pozycje na listach | Pozycje na listach | Album                 |
| Rok  | Tytuł                           | LP3                | SLiP               | WiR                | NRD                | Album                 |
| ---- | ------------------------------- | ------------------ | ------------------ | ------------------ | ------------------ | --------------------- |
| 2011 | "The High-rise in the Sunshine" | —                  | 22                 | 8                  | 3                  | Listen to Your Leader |
| 2011 | "Billy and His Gun"             | 43                 | —                  | —                  | —                  | Listen to Your Leader |
| 2011 | "The Loudness of Silence"       | —                  | —                  | —                  | 3                  | Listen to Your Leader |
| 2012 | "Sun Shines On"                 | 50                 | —                  | —                  | 4                  | The Legend of Legends |
| 2012 | "We're Glad that You Came"      | —                  | —                  | —                  | —                  | The Legend of Legends |
| 2012 | "A Legend of a Legend"          | —                  | —                  | —                  | —                  | The Legend of Legends |
| 2013 | "Why Couldn’t I?"               | —                  | —                  | —                  | —                  |                       |

## Wyróżnienia
| Rok  | Konkurs / Festiwal                   | Nagroda                   | Rezultat  |
| ---- | ------------------------------------ | ------------------------- | --------- |
| 2011 | Konkurs "Trendy" festiwalu TOPtrendy | Nagroda publiczności      | Wygrana   |
| 2011 | Konkurs "Trendy" festiwalu TOPtrendy | Nagroda jury              | Wygrana   |
| 2011 | Orange Warsaw Festival               | Nagroda WOW! Music Awards | Nominacja |
| 2012 | Fryderyki                            | Fonograficzny Debiut Roku | Nominacja |